# Wormaldia strota
Wormaldia strota là một loài Trichoptera trong họ Philopotamidae. Chúng phân bố ở miền Tân bắc.